# Michael McGrath (Politiker)

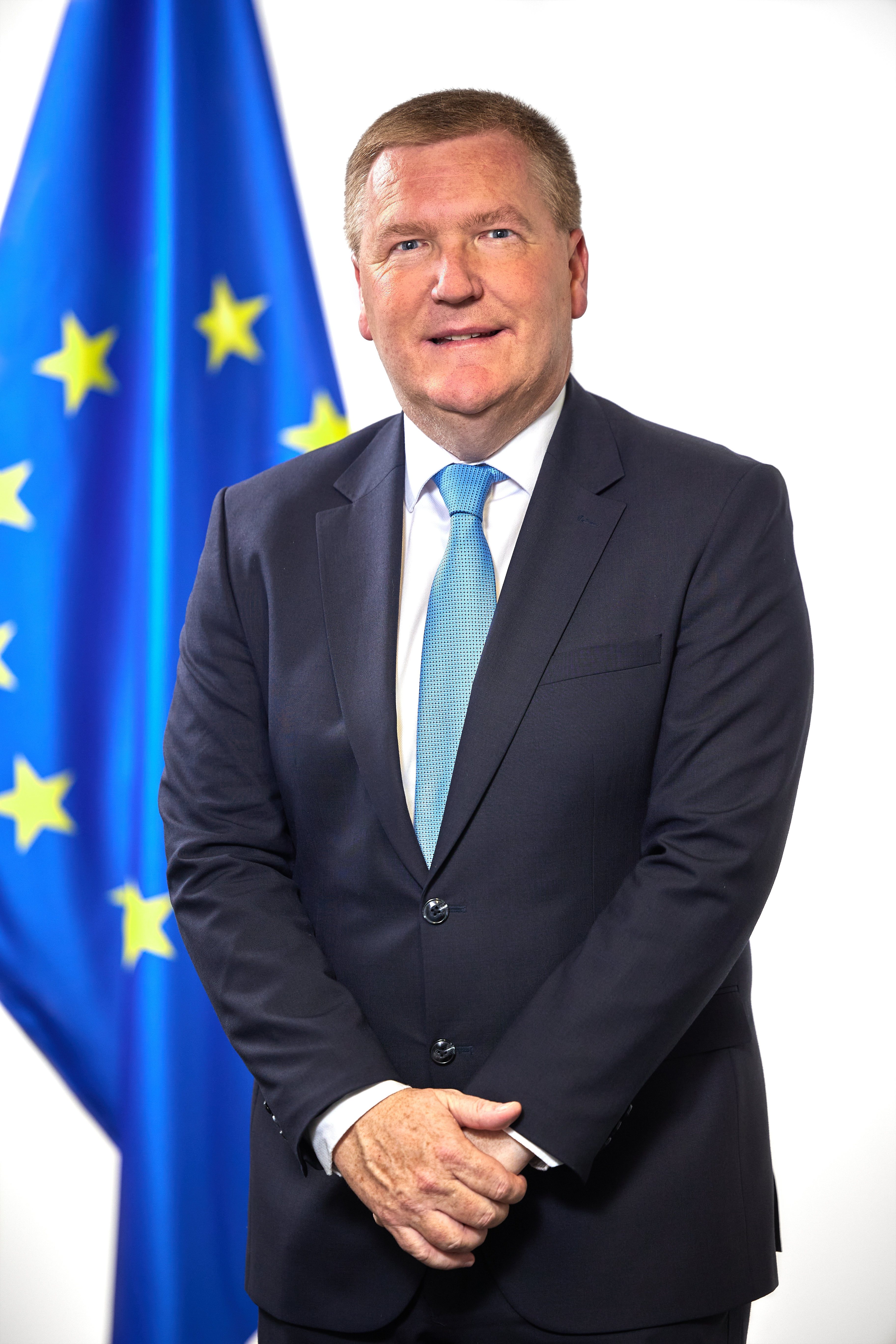
Michael McGrath (2024)

Michael McGrath (irisch Micheál Mac Craith; * 23. August 1976 in Cork) ist ein irischer Politiker (Fianna Fáil). Seit 2024 ist er EU-Kommissar für Demokratie, Justiz und Rechtsstaatlichkeit in der Kommission von der Leyen II.
Von 2007 bis 2024 war er Abgeordneter im Dáil Éireann, dem Unterhaus des irischen Parlaments. Er war von 2020 bis 2022 Minister für öffentliche Ausgaben und Reform des öffentlichen Dienstes und von 2022 bis 2024 Finanzminister Irlands.

## Ausbildung
McGrath studierte Wirtschaftswissenschaften am University College Cork und arbeitete anschließend bei der KPMG-Niederlassung in Cork.

## Politische Karriere
1999 begann er seine politische Karriere im Stadtrat von Passage West, dem er bis 2007 angehörte. 2004 wurde er auch in den Cork City Council gewählt. Die Wahl in den Dáil Éireann 2007 für den Wahlkreis Cork South–Central konnte er erfolgreich 2011 und zu großer Überraschung verteidigen, weil die Fianna Fáil zu diesem Zeitpunkt große Akzeptanzschwierigkeiten in der Wählerschaft hatte. Im Juni 2020 übernahm er das Ministeramt für öffentliche Ausgaben in der Regierung Martin I. Mit der Kabinettsumbildung in der Regierung Varadkar II wurde er im Dezember 2022 Finanzminister und folgte Paschal Donohoe. Am 26. Juni 2024 gab er das Amt des Finanzministers ab.
Am 17. September 2024 wurde McGrath von Ursula von der Leyen als EU-Kommissar für Demokratie, Justiz und Rechtsstaatlichkeit vorgeschlagen. Er trat das Amt am 1. Dezember 2024 an.
Michael McGrath gilt als Vertreter des rechten Flügels in der konservativen Fianna Fáil. Er lehnt Abtreibung und den Ausbau des Sozialstaats ab.

## Privates
McGrath ist seit 2004 mit Sarah McGrath verheiratet und hat mit ihr sieben Kinder.